# A229 (route russe)
Pour les articles homonymes, voir A229.
La route fédérale A-229 (en russe : Федера́льная автомоби́льная доро́га A229, Federalnaya avtomobilnaya doroga A229) est une route de type  autoroutier puis de type nationale qui relie les villes russes de Kaliningrad, anciennement Königsberg, et de Tchernychevskoïe, anciennement Eydtkuhnen, cette dernière à la frontière lituanienne en face de Kybartai. Elle est une partie intégrante de la route européenne 28, qui relie Berlin en Allemagne à Minsk en Biélorussie ; ainsi que de la route européenne 77 entre Kaliningrad et Gvardeïsk, route reliant Pskov en Russie à Budapest en Hongrie.
Longue de 148 km, la route fédérale traverse d'ouest en est l'oblast de Kaliningrad, autrefois la Prusse-Orientale, en desservant ses principales villes, faisant de l'axe le plus important de toute la région. Il dessert les villes de Gvardeïsk, anciennement Tapiau, de Tcherniakhovsk, anciennement Insterbourg, de Goussev, anciennement Gumbinnen, et de Nesterov, autrefois Stallupönen. Entre Kaliningrad et l'est de Gvardeïsk, la route est de type autoroutier, puis devient ensuite une simple nationale, traversant les différentes villes et villages.

## Historique

### Un tracé ancien
Le tracé de la route est bien plus vieux que la plupart des autres routes de Russie, remontant au moins à l'époque de la Renaissance. La région était alors le duché de Prusse, qui devint par la suite la province de Prusse-Orientale au sein du royaume de Prusse. Les villes qu'elle dessert aujourd'hui étaient à l'époque très riches, comme Insterbourg mais surtout Königsberg.
Le 21 avril 1646, l'électeur de Brandebourg et duc de Prusse Frédéric-Guillaume Ier de Brandebourg créa par décret une ligne postale de Clèves (ville au nord d'Aix-la-Chapelle), via Berlin et Küstrin, jusqu'au duché de Prusse, attestant pour la première fois la route (l'A229 constitue la partie la plus orientale de cette voie postale).
Lorsque les Reichsstraße (de) sont créées en 1934 sous le Troisième Reich, un ensemble de routes allant d'Aix-la-Chapelle à Eydtkuhnen, long de 1 392 kilomètres, devint la Reichsstraße 1 (de), route la plus importante de l'ensemble du pays.
Après l'invasion à la fin de la Seconde Guerre mondiale de la Prusse-Orientale, connue dans l'historiographie sous le nom d'évacuation de la Prusse-Orientale, la région passe sous contrôle soviétiques, tandis que les villes et autres lieux subissent la russification, en enlevant les noms allemands pour des noms russes.
Le 8 novembre 2014, entre Zaozerié dans le raïon de Gourievsk, et Kourgan dans le même raïon, a été ouverte la première section autoroutière, longue de 17 km. Disposant de quatre voies, deux dans chaque sens, elle a permis de décharger la route. La vitesse maximale est de 120 km/h, et l'inauguration fut suivie par le ministre des Transports de la fédération de Russie Maxim Sokolov, le gouverneur de l'oblast Nikolaï Tsoukanov et par le chef adjoint de Rosavtodor Andreï Kostiouk entre autres. Depuis, l'autoroute a été étendue jusqu'à Talpaki (elle s'arrête juste avant).

### Futur: Contournement de Tcherniakhovsk
Depuis 2018 des projets pour contourner la ville de Tcherniakhovsk (anciennement Insterbourg) sont en étude, alors que la route passe actuellement dans son centre-ville. Le but est surtout de décharger le centre-ville du passage des véhicules, et particulièrement des camions, qui sont en transit. En 2018, le gouverneur de l'oblast, Anton Alikhanov, s'est exprimé en faveur du projet lors d'une réunion à la Douma de l'oblast, en déclarant que : 
« À mon avis, bien que beaucoup ne soient pas d'accord avec moi, contourner Tcherniakhovsk est encore plus important que de terminer l'anneau du Littoral. Nous n'avons pas ce genre d'argent dans notre budget, nous ne pouvons pas nous le permettre nous-mêmes. Mais l'installation est très importante pour le développement des infrastructures » - Anton Alikhanov, 8 novembre 2018
Ce projet, estimé à entre 30 et 40 milliards de roubles, a été alors inclus dans la stratégie de développement des infrastructures routières au niveau fédéral. Ce projet faisait partie de la reconstruction à grande échelle de l'A229, afin de la mettre totalement aux voies autoroutières. Sa longueur était de 37,3 km, se rattachant à l'ouest à l'actuel km 64 et à l'est à l'actuel km 101. Il devait il y avoir 4 voies, avec une vitesse maximale de 100 km/h pour les véhicules.
Mais le manque de fonds a contraint le projet à être changé. Déjà, le gouverneur comptait sur la Coupe du monde de football 2018 pour sa construction, car l'oblast accueillait des matchs, mais le ministère des Transports de la fédération de Russie a refusé d'allouer des fonds, estimant qu'il n'y aura pas assez de trafic pour un tel projet, selon ce que relate le gouverneur.
Et l'invasion de l'Ukraine par la Russie depuis 2022 a encore enlevé des fonds, et le projet a été remplacé par un autre, bien plus petit, appelé le « mini-contournement de Tcherniakhovsk » (en russe : мини-обход Черняховска). Le projet contient la création d'une route simple, c'est-à-dire d'une voie de chaque côté, qui contourne la ville par le sud. La connexion se fera à l'ouest avec la route actuelle près du village de Zagorodny, et à l'est près du village de Telmanovo. Sur la nouvelle section, il est prévu de construire un embranchement vers la gare de fret de la ville. Il reprendra en partie un tronçon de la 27A-037 dans le sud de la ville.
La vitesse maximale sera de 100 km/h, la route aura deux arrêts d'autobus, ainsi qu'une piste cyclable protégée, et une longueur totale de 6,8 km. La préparation de la documentation doit être achevée courant 2024, avec une date de la fin de construction en 2027 et la mise en service au plus tard en 2028. Le prix initial du contrat est de 123 milliards de roubles, et le vainqueur de l'appel d'offres a été désigné le 12 avril 2023. Le chef de l'administration de Tcherniakhovsk, Sergueï Boulytchev, espère que la construction commence en 2024 car le projet nécessite finalement peu de constructions,.
L'entreprise Giprostroymost a remporté ainsi le contrat, et selon l'entreprise, les travaux de conception et autres préliminaires doivent être terminés d'ici le 15 novembre 2024, et la construction commencera ensuite.

## Description

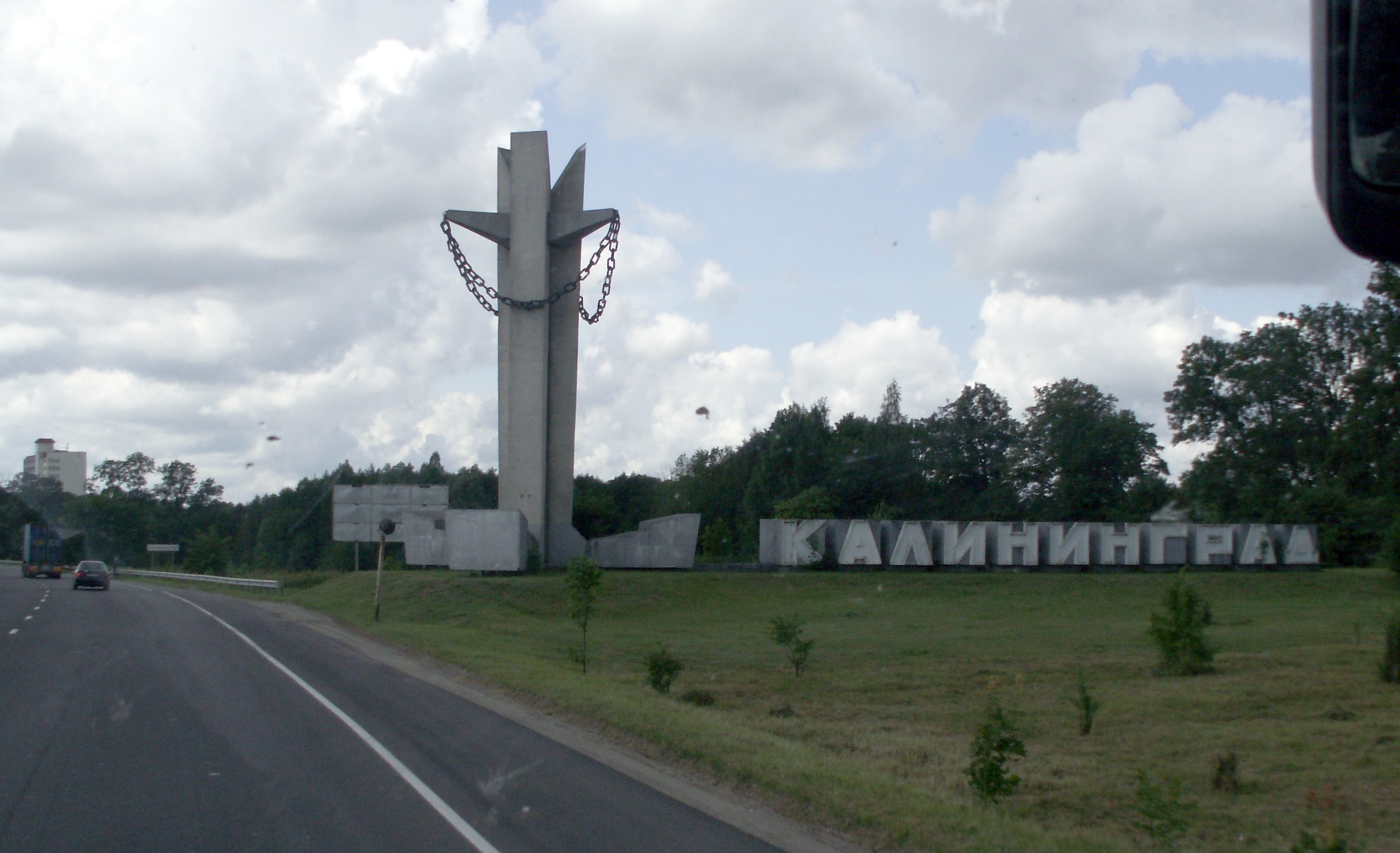
Arrivée à Kaliningrad.

La route fédérale A229, ou , est une route fédérale de Russie, c'est-à-dire qu'elle est sous la supervision et la gestion de l'État russe, au travers de son agence fédérale des routes (abrégé en Rosavtodor). La route, située dans l'oblast de Kaliningrad, exclave de la Russie, commence au niveau de la rocade de Kaliningrad, et part dans une direction orientale qu'elle garde pendant tout son trajet. Elle traverse quatre localités dotées du statut de ville ; Gvardeïsk, Tcherniakhovsk, Goussev, et Nesterov. Elle traverse aussi quatre raïons ou okrougs urbains ; le raïon de Gourievsk, le raïon de Gvardeïsk, le raïon de Tcherniakhovsk, le raïon de Goussev et l'okroug urbain de Nesterov.

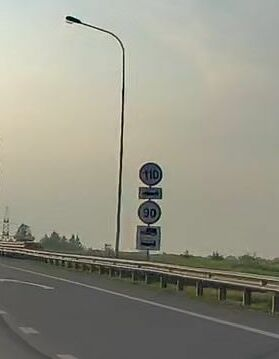
Limite de 110 km/h pour les voitures.

Le trafic est assez élevé, avec beaucoup de camions et de voitures en transit, allant de Kaliningrad vers la Lituanie ou inversement. De plus, elle traverse tout l'oblast d'ouest en est, devenant la colonne vertébrale du réseau régionale où toutes les routes convergent.
De Kaliningrad jusqu'à Gvardeïsk, la route est apparentée à une autoroute, avec deux sens séparées de deux voies de chaque côté et sorties d'autoroutes dans chaque sens, puis la route s'apparente à une nationale sur le reste. La section autoroutière est de 30 km, avec une vitesse maximale de 120 km/h. Il y a des stations-services le long du trajet. La chaussée est en béton ou en asphalte selon les portions.
À Tchernychevskoïe, la limite orientale de la route, il y a un poste-frontière avec la ville lituanienne de Kybartai. Pour rejoindre la Russie contigüe, il faut prendre la route magistrale 7 de Kybartai à Marijampolė, puis la route magistrale 16 jusqu'à Vilnius. De la capitale, il faut prendre la route magistrale 3 jusqu'à la frontière biélorusse. En Biélorussie, l'A3 est prolongée par la M7 puis la M3 jusqu'à Minsk, puis l'autoroute M1 jusqu'à la frontière russe. En Russie, la M1 continue jusqu'à Moscou.
La route fait partie de la route européenne 28, reliant Berlin en Allemagne à Minsk en Biélorussie ; ainsi que de la route européenne 77 entre Kaliningrad et Gvardeïsk, route reliant Pskov en Russie à Budapest en Hongrie.

## Itinéraire
Raïon de Gourievsk, km 0
- Échangeur entre rocade de Kaliningrad (vers le sud ou A217), Perspective de Moscou (ru) (vers ctre-ville de Kaliningrad) et , km 7
- Aire de service (sens Tchernychevskoïe - Kaliningrad), km 7
- Rue Lesnaïa à Pribrejnoïe, km 8
- (sens est-ouest) km 8 : Sortie à Zaozerié
- (sens est-ouest) km 10 : Sortie à Rodniki
- (sens ouest-est) km 10 : Sortie à l'hôpital de Kaliningrad
- km 11 : Sortie à RodnikiSortie à Kachtanovka en direction de Kaliningrad.
- km 13 : Sortie à Kachtanovka
- Aire de service (deux sens), km 14
- Aire de service (sens est-ouest), km 17

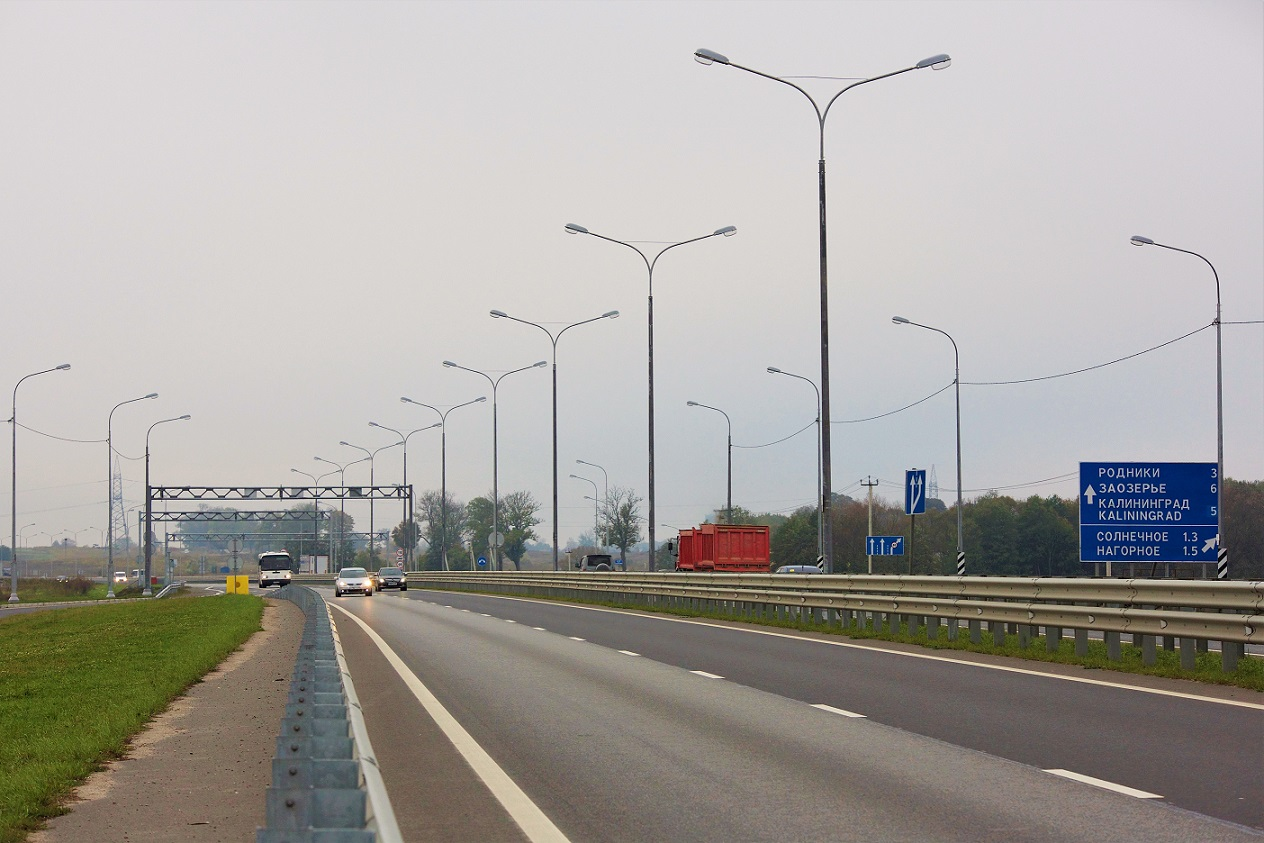
Sortie à Kachtanovka en direction de Kaliningrad.

- km 18 : Sortie près de Troubkino
- (sens vers ou depuis est) km 20 : Sortie à Dvorki
- km 22 : Sortie à Molodetskoïe
- (sens est-ouest) km 24 : Sortie à Kourgan

Raïon de Gvardeïsk, km 24
- (sens ouest-est) km 25 : Sortie à Kourgan
- km 26 : Sortie à Kholmy
- km 28 : Sortie près de Sokolniki
- Inverseur de sens, km 28
- (sens ouest-est) km 28 : Sortie près de Sokolniki
- (sens depuis ouest uniquement) km 30 : Sortie à Borskoïe
- km 31 : Sortie à Borskoïe, vers Gvardeïsk-ouest
- km 36 : Sortie à Prigorodnoïe
- km 38 : Sortie sur la 27A-036 à Zabarié, vers Gvardeïsk-nord
- km 41 : Sortie à Soldatovo
- (sens vers est uniquement) km 45 : Entrée depuis Gvardeïsk-ouest
- Inverseur de sens, km 45
- km 48 : Sortie à Zorino, vers Znamensk
- Inverseur de sens, km 50
- km 51 : Sortie près de Koubichevskoïe
- km 52 : Sortie à Koubichevskoïe
- Inverseur de sens, km 53
- Fin de la section autoroutière, près de Talpaki, km 54
- Talpaki, km 56
- Intersection avec l' vers Sovetsk, km 56
- Pregolia, km 57

Raïon de Tcherniakhovsk, km 57
- Intersection vers Bolchevskoïe, km 57
- Tronçon de dépassement, km 58
- Fin de tronçon de dépassement, km 59
- Intersection vers Ouchakovo, km 60
- Intersection vers Ouchakovo, km 61
- Intersection vers Ouchakovo, km 63
- Intersection vers Chlouznoïe, km 65
- Mejdouretchié, km 68
- Intersection vers Kamenskoïe, km 68
- Intersection vers la gare de Mejdouretchié, km 69
- Intersection vers Tryokhdvorka, km 68
- Podgornoïe, km 71Route à Podgornoïe.

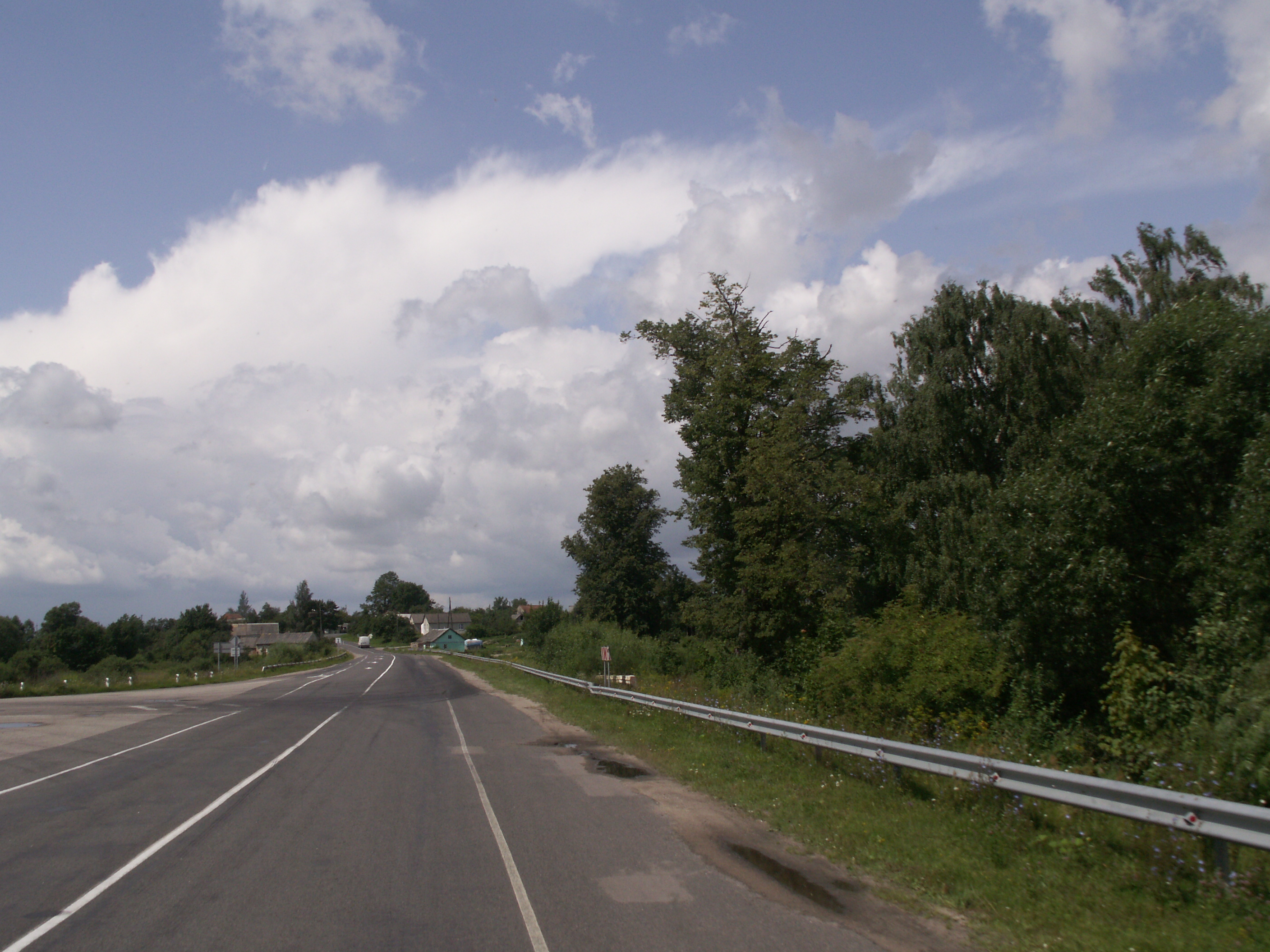
Route à Podgornoïe.

- Intersection vers Svoboda, km 72
- Zaovrajnoïe, km 74
- Berejkovskoïe, km 76
- Novaïa Derevnia, km 82
- Entrée dans Tcherniakhovsk, km 84
- Sortie de Tcherniakhovsk, km 91
- Intersection avec la 27A-043 vers Oziorsk, km 93
- Chossesnoïe, km 95
- Intersection vers Dolinino, km 97
- Krasnopolianskoïe, km 98
- Angrapa, km 102

Raïon de Goussev, km 102
- Lermontovo, km 104
- Intersection vers Poddouby, km 105
- Intersection vers Poddouby, km 107
- Intersection vers Goussev-ouest, km 108
- Intersection à Furmanovo vers Goussev-ouest, km 110
- Intersection vers Goussev-nord, km 114
- Intersection vers Goussev-est et Tamanskoïe, km 117
- Intersection vers Goussev-est, km 119
- Intersection vers Podgorovka et Lomovo, km 123

Okroug urbain de Nesterov, km 117
- Intersection vers Iasnaïa Poliana et Sadovoïe, km 127
- Zelionoïe, km 129
- Petrovskoïe, km 138
- Entrée dans Nesterov, km 139
- Sortie de Nesterov, km 141
- Prigorodnoïe, km 142
- Intersection vers Lougovoïe, km 142
- Intersection vers Pouchkino, km 147
- Intersection avec la 27A-005 (contournement de Tchernychevskoïe) vers le poste-frontière de Tchernychevskoïe, Kybartai et l', km 148
- Entrée dans Tchernychevskoïe, km 149

Note sur le kilométrage
L'itinéraire n'est pas exhaustif, ne traitant pas des villes et villages et de leur rues. Les distances et points kilométriques ont été calculées via Yandex. La route commence au km 8.

## Lieux et monuments liés à l'itinéraire

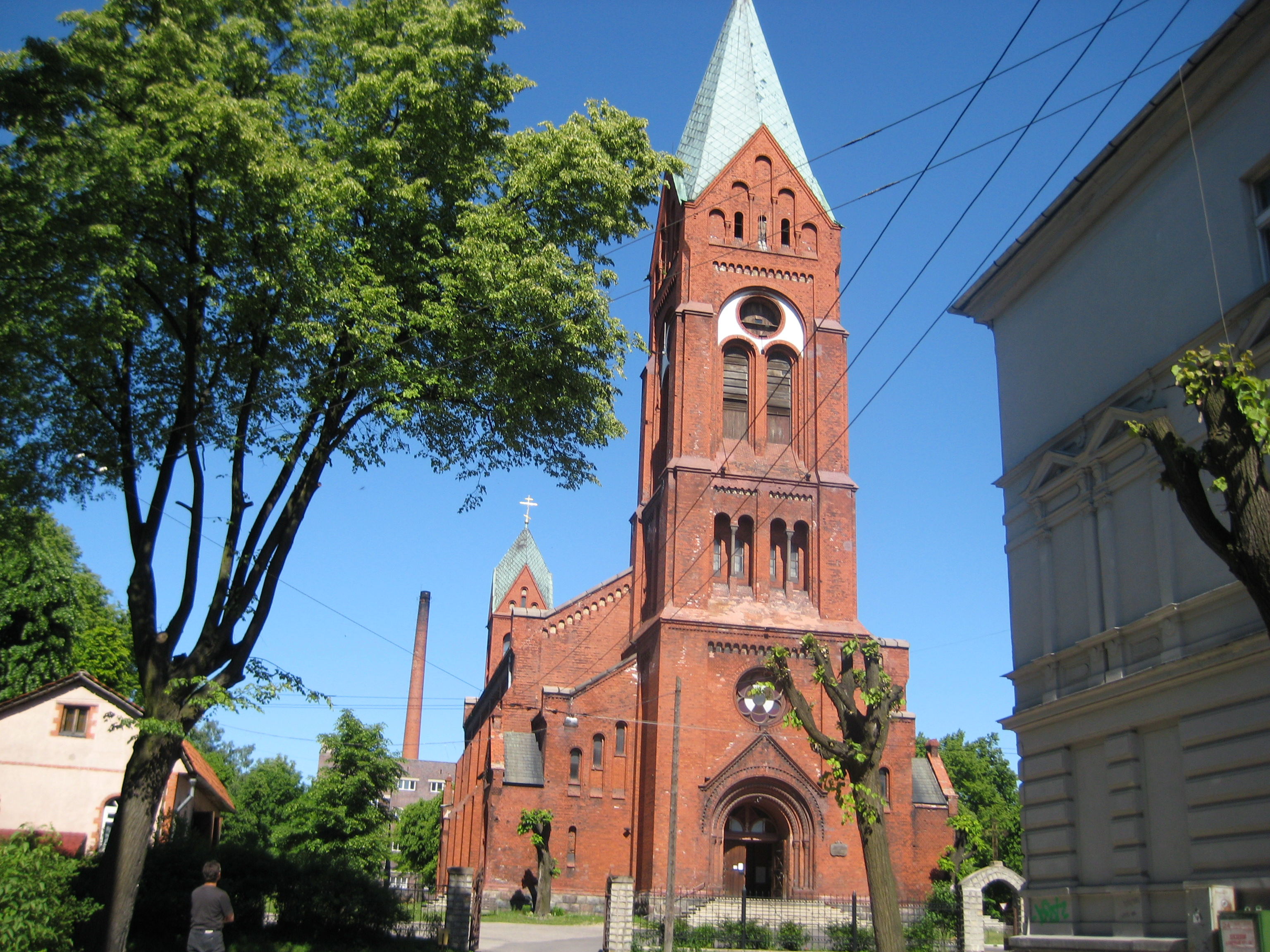
Église de Saint-Michel l'Archange d'Insterbourg.

L'oblast de Kaliningrad, malgré la Seconde Guerre mondiale avec les bombardements ainsi que l'époque soviétique, garde encore de nombreuses traces de l'époque allemande, au travers d'un patrimoine culturel important (édifices religieux, châteaux), qui s'illustre au travers de l'itinéraire. En général, les bâtiments dans les centres-villes hors que Kaliningrad sont encore bien existant, même si les édifices en ruines, surtout les châteaux, ne manquent pas dans la région.
Gvardeïsk, anciennement Tapiau, a été mentionnée pour la première fois en 1255. La ville possède une allure de petit village allemand, au travers de ses bâtiments, de sa place et de son église, l'église, désormais orthodoxe, Saint-Jean-Baptiste. Son château est lui partiellement conservé.
Plus loin, Tcherniakhovsk, autrefois Insterbourg, est la troisième ville la plus peuplée de l'oblast. Elle se distingue par son état de conservation, avec tout un centre-ville préservé, même si son château est lui en ruines. L'on peut citer en monument la banque impériale, la Villa Brandes, l'église Saint-Bruno, l'église de Saint-Michel-l'Archange, l'école n°6, et d'autres.
Tout comme Gvardeïsk, la ville de Goussev, anciennement Gumbinnen, possède un contournement, mais qui est routier au lieu d'autoroutier. Pour autant, la ville se situe non-loin de l'A229, et permet de voir sa gare, le bâtiment de la banque, ou encore le bâtiment de l'administration.
Nesterov, autrefois Stallupönen, est la dernière localité possédant le statut de ville. De la même manière qu'à Tcherniakhovsk, la route traverse la ville et permet de voir ses bâtiments. Bien que plus petite, elle possède aussi des monuments avec l'église du Saint-Esprit, la gare, son château d'eau, etc, ainsi que un mémorial aux soldats soviétiques tombés au combat,.